# Contea di Zhongning
La contea di Zhongning (中寧S, Zhōngníng XiànP) è una contea della Cina, situata nella regione autonoma di Ningxia e amministrata dalla prefettura di Zhongwei.